# لاتیس
لاتیس (انگلیسی: Lattice) شرکت الکترونیک آمریکایی است، که در سال ۱۹۸۳ تأسیس شد.